# Flor Alpaerts
Flor Alpaerts, né à Anvers le 12 septembre 1876 et mort dans cette même ville le 5 octobre 1954, est un compositeur belge.
En 1901, Flor Alpaerts termine ses études musicales à l'École flamande de musique d'Anvers, qui deviendra plus tard le Conservatoire royal flamand. Il a étudié l'harmonie et la composition avec Jan Blockx. En 1903, il devient professeur dans cet institut qu'il dirigera de 1934 à 1941. Durant une saison (1922-1923), il est également directeur de l'Opéra royal flamand d'Anvers, avec la basse Arthur Steurbaut.
Sa notoriété comme compositeur et chef d'orchestre viendra juste après la première guerre mondiale, lorsqu'il succède à Edward Keurvels comme chef d'orchestre des concerts organisés par la Société zoologique royale d'Anvers et devient directeur artistique du “Fonds Peter Benoit”. Il a également dirigé le groupe choral “Arti Vocali”.
En tant que compositeur, Flor Alpaerts a été le chef de file du mouvement impressionniste flamand, qui était plus proche de Richard Strauss et Ottorino Respighi que de Claude Debussy. Le poème symphonique Pallieter (1921-1924) fut un des points culminants de ce mouvement. Il crée une œuvre expressionniste avec sa suite intitulée James Ensor, inspirée par quatre œuvres du peintre ostendais. Il se tournera vers le néo-classicisme dans ses compositions ultérieures.